# Callionymus platycephalus
Callionymus platycephalus es una especie de peces de la familia Callionymidae en el orden de los Perciformes.

## Distribución geográfica
Se encuentra en las Filipinas.